# Gokčanica
Gokčanica (cyr. Гокчаница) – wieś w Serbii, w okręgu raskim, w mieście Kraljevo. W 2011 roku liczyła 85 mieszkańców.